# Zlatograd
Zlatograd (en bulgare : Златоград, « ville dorée ») est la ville la plus méridionale de Bulgarie, à quelques kilomètres de la frontière grecque, dans les Rhodopes. Elle est située dans l'oblast de Smoljan, dont elle est la deuxième ville par sa population. Elle est également le centre de l'obština de Zlatograd.

## Description
Zlatograd est la ville de l'obština située à l'altitude la plus basse (420 m-550 m). La ville est située dans une région climatique intermédiaire entre la zone continentale et la zone méditerranéenne.
Selon un document du XVIIIe siècle, la ville a d'abord été connue sous le nom de Belovidovo. Son nom ottoman, qu'elle a porté jusqu'en 1934, était Darıdere (en translittération bulgare Даръдере). De 1867 à 1912, la ville fit partie du sandjak de Gümülcine (Komotini), lui-même intégré au vilayet d'Edirne. La population pomak y était majoritaire avant 1912 (début de la Première Guerre balkanique).
Zlatograd est le lieu de naissance de Deljo Hajdutin (dit Deljo le voïvode), qui combattit l'islamisation forcée des Rhodopes par les Ottomans à la fin du XVIIe siècle et au début du XVIIIe siècle. La ville possède la plus ancienne église d'époque ottomane des Rhodopes, l'église de l'Assomption (Uspenie Bogorodično), construite en 1834, ainsi que la plus ancienne poste de Bulgarie et la plus ancienne école des Rhodopes. Le centre-ville constitue une réserve architecturale remarquable, qui présente de nombreux bâtiments dans le style de la Renaissance bulgare. La ville est biconfessionnelle (chrétiens et musulmans y coexistent), la communauté orthodoxe étant la plus nombreuse. Elle utilise deux églises : Sveti Georgi (Saint-Georges) et l'église de l'Assomption déjà évoquée, bâtiment construit plus bas que le niveau de la rue, comme toutes les églises construites dans les Balkans à l'époque ottomane. Cette « infériorité » dans le niveau de construction est cependant compensée par une situation centrale et des icônes remarquables.

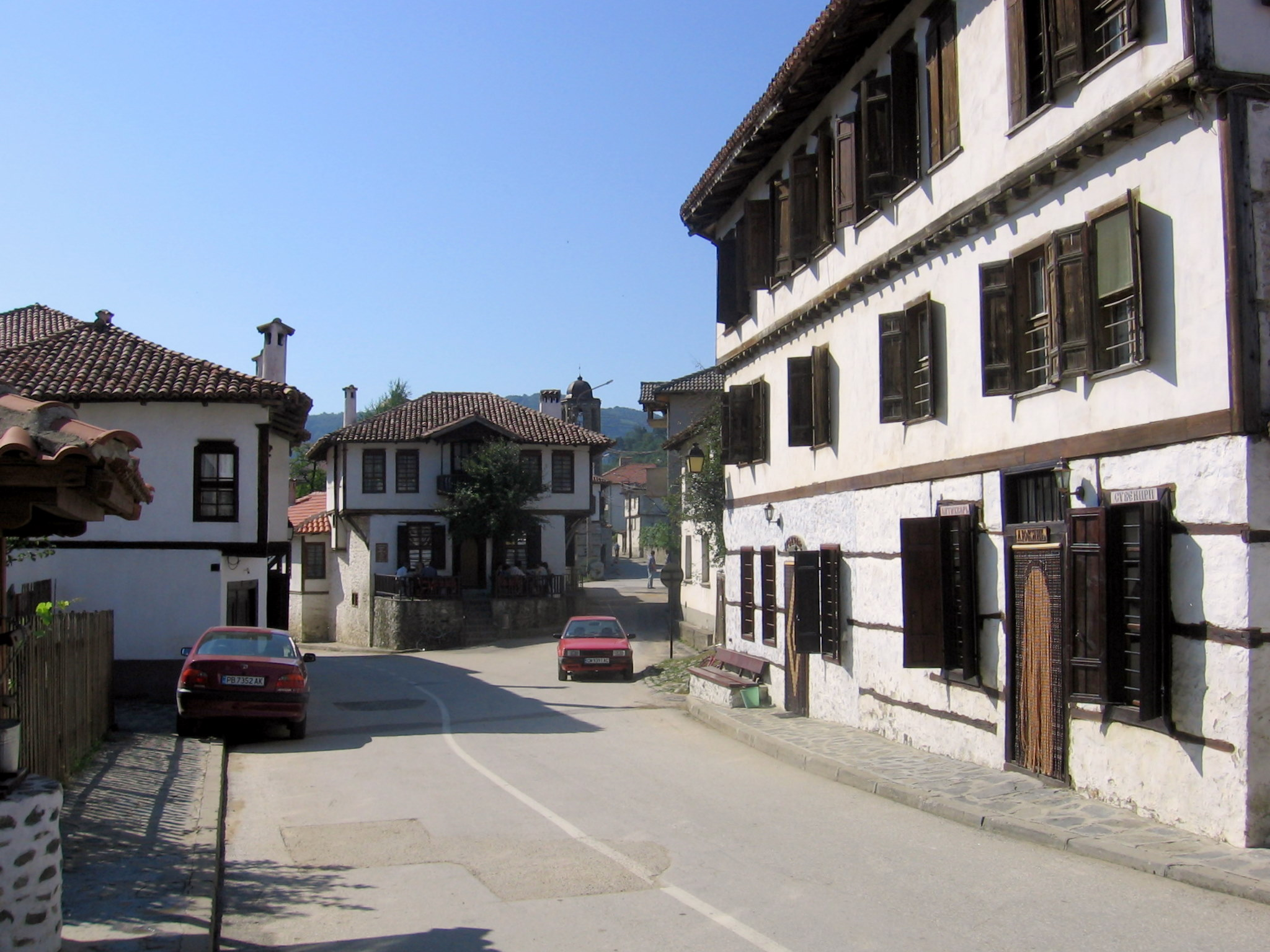
Vue de la rue principale et du complexe ethnographique de Zlatograd

Le centre-ville a été constitué en « complexe ethnographique » (етнографски ареален комплекс), le premier et pour l'instant unique de ce genre en Bulgarie (il a été inauguré en 2001 sur la base d'une initiative privée), qui attire de nombreux touristes. La vieille ville de Zlatograd est inscrite sur la liste des 100 sites touristiques de Bulgarie, catalogue des lieux les plus visités du pays. Outre le tourisme, l'activité économique est marquée par la production minière : près de la ville, sur la rivière Erma, on extrait du minerai de plomb et de zinc. L'industrie textile est également présente dans la ville : on y produit des cotonnades.
Sur l'île Livingston dans l'Antarctique, la Commission bulgare pour les toponymes antarctiques a donné à un sommet le nom de « rocher de Zlatograd », à la suite de l'expédition Tangra en 2004/2005.